# Norimasa Atsukawa
Norimasa Atsukawa (japanisch 熱川 徳政 Atsukawa Norimasa; * 31. Mai 1995 in Fuji) ist ein ehemaliger japanischer Fußballspieler.

## Karriere
Atsukawa erlernte das Fußballspielen in der Schulmannschaft der Fujieda Higashi High School und der Universitätsmannschaft der Komazawa-Universität. Seinen ersten Vertrag unterschrieb er 2018 bei Azul Claro Numazu. Der Verein spielte in der dritthöchsten Liga des Landes, der J3 League. Für den Verein absolvierte er 47 Ligaspiele. Ende 2019 beendete er seine Karriere als Fußballspieler.